# Коронавірусна хвороба 2019 на Тувалу
Епідемія коронавірусної хвороби 2019 на Тувалу — це поширення пандемії коронавірусної хвороби 2019 на територію Тувалу. Острівна держава Тувалу, яка є домініоном Великої Британії, була однією з небагатьох країн на землі, де тривалий час не зареєстровано хворих на COVID-19). Перший випадок хвороби в країні зареєстровано 20 травня 2022 року. Станом на 31 серпня 2022 року загалом було введено 25591 дозу вакцини.

## Передумови
Тувалу — острівна держава в Тихому океані та член Співдружності націй. Острови розташовані на південному заході Тихого океану, на схід від Папуа Нової Гвінеї та на північ від Нової Зеландії, загальна площа країни складає 25,66 квадратних кілометрів, і Тувалу з його 6 атолами та 3 островами є четвертою з найменших країн у світі, з населенням близько 11 тисяч осіб.
На Тувалу є одна лікарня з нечисленним медичним персоналом та недостатньою кількістю обладнанням. Уряд Тувалу проводить підготовку системи охорони здоров'я до ймовірних випадків інфікування COVID-19, одночасно зі створенням карантинних закладів та запровадженням заходів моніторингу за станом здоров'я, створюються засоби та системи комунікації з громадськістю, готується парамедичний персонал для допомоги медичним працівникам.

## Хронологія
26 березня 2020 року виконуючий обов'язки генерал-губернатора оголосив на островах надзвичайний стан.
Станом на 24 серпня 2021 року, згідно з даними ВООЗ, на Тувалу не було підтверджених випадків COVID-19; станом на 15 серпня було введено 4772 дози вакцини. 2 листопада прибулий з Тувалу до Нової Зеландії дав позитивний результат тестування на коронавірус, що свідчить про можливе поширення вірусу в країні, але місцева влада країни офіційно не повідомляла про випадки хвороби.
20 травня 2022 року виконуючий обов'язки прем'єр-міністра Мінуте Алапаті Таупо оголосив, що 3 випадки хвороби виявлено на карантині, а інші 3 випадки є підозрілими на випадок хвороби.
31 жовтня ВООЗ повідомила про 140 випадків хвороби.
3 листопада 2022 року уряд Тувалу оголосив про перший спалах з місцевою передачею вірусу.

## Заходи боротьби з поширенням хвороби
Уряд Тувалу наприкінці січня 2020 року створив робочу групу з боротьби з імовірним поширенням COVID-19 після оголошення в країні надзвичайної ситуації, пов'язаної з циклоном Тіно. Особам, які протягом останніх 30 діб відвідували Китай, заборонено в'їзд до країни.
3 березня 2020 року закрито кордони країни, дозволено лише авіасполучення з Фіджі, Кірибаті, Вануату, Соломоновими островами, Самоа та Тонгою, що значно обмежило авіасполучення. Особам, які прибувають з країн, які ВООЗ класифікує як країни з високим ризиком поширення COVID-19, повинні надати медичний висновок про відсутність у них хвороби, який повинен бути виданий не пізніше, ніж за 3 дні до прибуття до країни. Особи, які прибувають з країн з низьким ризиком поширення хвороби, повинні подати медичний висновок, який повинен бути виданий не пізніше, ніж за 5 днів до прибуття до країни. Медичний огляд осіб, які прибувають до країни, проводився в аеропорту та в морському порту Фунафуті на Тувалу, а також в аеропорту Наусорі на Фіджі та в аеропорту Тарава на Кірибаті.
20 березня 2020 року генерал-губернатор Тувалу оголосив у країні надзвичайний стан після виявлення першого випадку хвороби на Фіджі. Надзвичайний стан спочатку діяв 14 днів. Під час дії надзвичайного стану дозволялось проведення громадських заходів за участі не більше 10 осіб. Для всіх осіб, які прибували до країни, запроваджено обов'язковий медичний огляд та карантин терміном на 2 тижні. У країні запроваджена комендантська година, закрито школи, заборонено відвідувати церкви, та запроваджено суворе покарання за поширення фейкових новин про епідемію хвороби. Останній рейс прибув до країни 21 березня. Усі 56 пасажирів направлені в карантин після прибуття. Закриття кордону впливає на умови життя жителів островів, уряд мав намір підтримати економіку країни за допомогою позик. Для Тувалу Фіджі є найважливішою відправною точкою для літаків і кораблів, які доставляють їжу, ліки, паливо та медичне обладнання на Тувалу. Транспортне сполучення з Фіджі підтримувалось для доставки їжі та інших життєво необхідних товарів. Уряд підтримує місцеве виробництво продуктів харчування згідно плану продовольчої безпеки, у рамках якого місцевим жителям видавалось насіння сільськогосподарських культур, підтримується місцеве сільське господарство, та забезпечуються умови для економічного розвитку. Очікується також покращення добробуту населення шляхом створення місцевого сільськогосподарського виробництва для самостійного виробництва продуктів харчування.